# Александровка 2-я (Панинский район)
Александровка 2-я — село в Панинском районе Воронежской области.
Входит в состав Чернавского сельского поселения.

## География
Село расположено в северо-восточной части бывшего Красноновского сельского поселения.
В нём имеются две улицы — Луговая и Пролетарская.

## История
Село было основано в конце XVIII века как владельческое сельцо Веневитиновых. Первым её владельцем был Александр Алексеевич Веневитинов (1774—1826) (владелец села Горожанки в Рамонском районе), приходившийся двоюродным дядей поэту Дмитрию Владимировичу Веневитинову.
В 1859 году в селе проживали 207 человек в 18 дворах, действовал овчарный завод Веневитиновых. В 1900 году здесь было 20 дворов, 160 жителей и одно общественное здание. Относилось к Бобровскому уезду Воронежской губернии.
В советский период село входило в состав колхоза «Победа».
До 13 апреля 2015 года село Александровка 2-я входило в состав Красноновского сельского поселения.

## Население
| 2000 | 2005 | 2010 |
| ---- | ---- | ---- |
| 109  | ↘84  | ↘7   |

## Экономика
В селе работает ООО Агропромышленный комплекс «АЛЕКСАНДРОВСКОЕ».